# 흠반공
흠반공(欽飯公, ? ~ ?)은 《화랑세기(花郞世記)》에 기록되어 있는 신라 선덕여왕(新羅 善德女王)의 부군(夫君)이다.

## 이력
진골 출신이며, 동시에 선덕여왕의 친척이기도 한 그는 진정 갈문왕 백반, 진안 갈문왕 국반과 같은 항렬인 것으로 보아 선덕여왕의 숙부뻘로 추정된다.

## 같이 보기
- 음갈문왕